# Maxi Mounds
Maxi Mounds (Long Island, 25 ottobre 1973) è un'ex attrice pornografica e regista statunitense.

## Biografia e carriera
Mounds è conosciuta per il seno artificiale di dimensioni notevoli. Le protesi di Mounds sono in polipropilene, che irritano il tessuto del seno, causando così la continua crescita a causa della tendenza a riempirsi di fluido. I suoi seni pesano circa 9 kg. Mounds è considerata alta per una artista pornografica, essendo alta 1,82 m.
Mounds è apparsa in molti video softcore e hardcore, e in un set fotografico pornografico con Kayla Kleevage.
Mounds ottenne nel 2005 il Guinness World Record per l'"Aumento di seno più grande". Così recita la certificazione da lei presentata: "Mounds (USA) è stata misurata a Sarasota, Florida, il 4 febbraio del 2005 e si è trovato che ha una circonferenza del torace che misura 91,44 cm e una circonferenza del seno di 153,67 cm.

## Filmografia

### Come attrice
- Boob Cruise 2000 (2000)
- Busty Auditions 2 (2002)
- Maxi's Home Videos 1 (2002)
- Maxi's Home Videos 2 (2002)
- Maxi's Home Videos 3 (2002)
- Boobs Ahoy (2003)
- Maxi - Private Dancer (2003)
- Max-Out (2003)
- Mega-Boob Olympics (2003)
- Monumental Mams (2003)
- On Stage With Maxi (2003)
- Phone Sex With Maxi (2003)
- Battle of the Huge Ones (2004)
- Big Boob Toy Story (2004)
- Maxi In Bondage (2004)
- Maxi: Wet And Wild (2004)
- Milking Of Minka (2004)
- Multi-O Maxi (2004)
- Battle of the Big Ones (2005)
- Big Boob Toy Story 2 (2005)
- Bound For Pleasure (2005)
- Maxi's Lingerie Show (2005)
- Maxi's Vegas Vacation (2005)
- Score Classics 2 (2005)
- Tit-Ans (2011)

### Come regista
- Big Boob Toy Story (2004)
- Big Boob Toy Story 2 (2005)
- Bound For Pleasure (2005)
- Maxi - Private Dancer (2003)
- Maxi In Bondage (2004)
- Maxi: Wet And Wild (2004)
- Maxi's Home Videos 1 (2002)
- Maxi's Home Videos 2 (2002)
- Maxi's Home Videos 3 (2002)
- Maxi's Lingerie Show (2005)
- Maxi's Vegas Vacation (2005)
- Multi-O Maxi (2004)
- On Stage With Maxi (2003)
- Phone Sex With Maxi (2003)